# Vinh Sơn Nguyễn Văn Long
Vinh Sơn Nguyễn Văn Long (Vincent Long Van Nguyen, sinh năm 1961) là một giám mục người Úc gốc Việt, hiện giữ chức giám mục chính tòa giáo phận Parramatta, Australia và Chủ tịch Ủy ban Công lý, Truyền giáo và Phục vụ thuộc Hội đồng Giám mục Úc. Trước đó ông từng giữ chức chức giám mục phụ tá Tổng giáo phận Melbourne 2011 – 2016). Giám mục Nguyễn Văn Long là giám mục gốc Việt Nam đầu tiên và gốc châu Á đầu tiên tại Australia.
Sinh tại Biên Hòa trong một gia đình nông dân nghèo khó, Nguyễn Văn Long bắt đầu con đường tu tập sớm từ khi mới 11 tuổi và việc tu học buộc phải dừng phải vì hoàn cảnh thời đại. Năm 1980, cựu chủng sinh Long vượt biên bằng đường biển, đến Malaysia rồi Úc vào năm 1981.
Tiếp tục ước mơ tu trì, Nguyễn Văn Long gia nhập Dòng Anh Em Hèn Mọn Viện Tu (OFM Conv.) và trở thành linh mục dòng này năm 1989. Ông theo học Rôma, trở về mục vụ tại Úc. Trong tỉnh dòng, linh mục Long dần thăng tiến lên chức vụ Tổng Quyền Quốc Tế, đặc trách khu vực châu Á - Thái Bình Dương.
Tháng 5 năm 2011, Giáo hoàng bổ nhiệm linh mục Vinh Sơn Nguyễn Văn Long làm Giám mục phụ tá Tổng giáo phận Melbourne. Ông được tấn phong tháng 6 cùng năm và được bổ nhiệm quản lý vùng phía Tây Tổng giáo phận. Tháng 5 năm 2016, ông được chọn làm Giám mục Giáo phận Parramatta.
Là một thuyền nhân và cũng là một nạn nhân bị lạm dụng tình dục, Giám mục Nguyễn Văn Long nhiều lần nói về chính trị tại Việt Nam cũng như các vấn đề khác như khủng hoảng lạm dụng tình dục, quan điểm về người đồng tính.

## Thân thế và tu tập
Giám mục Nguyễn Văn Long sinh ngày 3 tháng 12 năm 1961 tại Gia Kiệm, tỉnh Biên Hòa (nay là xã Gia Kiệm, huyện Thống Nhất, tỉnh Đồng Nai), thuộc Giáo xứ Ninh Phát, Giáo phận Xuân Lộc. Thân phụ ông là một nông dân cần cù, và song thân Nguyễn Văn Long đã di cư vào miền Nam năm 1954. Nguyễn Văn Long là người con thứ tư trong gia đình có 5 nam và 2 nữ. Thân phụ ông là ông Giuse Nguyễn Văn Quang (1925 - 2014).
Sinh trưởng trong một gia đình nghèo khó, cậu bé Nguyễn Văn Long dành nhiều thời gian quây quần cùng gia đình trong hầm tránh bom. Năm 1972, cậu bé Long gia nhập Tiểu Chủng viện Thánh Phaolô Xuân Lộc cho đến năm 1975 thì về sống tại gia đình do Chủng viện bị buộc đóng cửa và biến thành doanh trại. Nguyễn Văn Long cho biết ông có ý định trở thành giáo sĩ để hỗ trợ những người đau khổ, do tác động của chiến tranh. Mong muốn này của ông chỉ bắt đầu vào năm 13 tuổi.
Cựu chủng sinh Nguyễn Văn Long được dự tính sẽ được đưa vào quân đội, trong bối cảnh Việt Nam có hai cuộc chiến tranh, Chiến tranh biên giới Việt–Trung 1979 và Chiến tranh Việt Nam–Khmer Đỏ. Cùng trong năm 1979, hai người anh của cậu Long đã vượt biên đến Hà Lan. Chia sẻ về điều này, Nguyễn Văn Long cho biết đó là việc những gia đình vượt biên làm: để người trẻ đi trước, sau đó đến trẻ em và đến cha mẹ của chúng. Sau nhiều chuyến vượt biên, tổng cộng ba anh trai của Nguyễn Văn Long sống ở Hà Lan, một người em trai và em gái cùng song thân sinh sống tại Melbourne và còn một chị gái ở lại Việt Nam.
Ngày 11 tháng 8 năm 1980, chàng thanh niên Nguyễn Văn Long cùng 147 người khác trên một con thuyền dài 17 mét tiến hành vượt biên tị nạn. Sau tám ngày, họ đến Malaysia. Trong hành trình này, kể từ ngày thứ hai, con thuyền chở nhóm người vượt biên đã hết lương thực, do số lượng người nhảy lên tàu vào giờ chót. Chính vì những người đến trễ này, đoàn người trên thuyền phải giảm tải trọng bằng cách vứt bỏ những vật dụng, trong đó có cả nguồn nước, thực phẩm và xăng dầu. Mười sáu tháng sau đó, Nguyễn Văn Long sinh sống ở trại tị nạn. Tại đây, cậu tự mày mò học tiếng Anh và hỗ trợ những người tị nạn khác, nhằm nuôi dưỡng ước mơ trở thành linh mục.
Chàng thanh niên Nguyễn Văn Long đến Úc ngày 2 tháng 12 năm 1981 và trong thời gian đầu tiên, cậu sinh sống ở trại tị nạn ở Springvale, ngoại ô Melbourne. Đây cũng là nơi khởi phát ý định tu trì của Nguyễn Văn Long, xuất phát từ ấn tượng của cựu chủng sinh về các tu sĩ dòng Anh Em Hèn Mọn (dòng Phanxicô). Thời gian ngắn ngủi trước khi chọn tiếp tục đời sống tu trì, Nguyễn Văn Long sống tách biệt với gia đình và chọn sống cùng một cặp vợ chồng lớn tuổi người Việt Nam. Nguyễn Văn Long cho biết nhiều lần có cảm giác không được chào đón, nhưng dần cảm thấy sự chấp nhận của xã hội Úc đối với mình khi dần gia nhập đời sống xã hội. Cũng trong năm 1981, khi vừa đặt chân đến Úc, cựu chủng sinh Nguyễn Văn Long bị một tu sĩ lạm dụng tình dục. Vụ việc này được ông chia sẻ trong phiên điều trần với Ủy ban Hoàng gia về Định chế đối phó trước nạn lạm dụng trẻ em tháng 2 năm 2017.
Hai năm sau khi đến Úc, Nguyễn Văn Long gia nhập dòng Anh Em Hèn Mọn Viện Tu vào năm 1983, khấn lần đầu ngày 8 tháng 12 năm 1984 và khấn trọng thể ngày 14 tháng 1 năm 1989. Trước khi khấn trọn, tu sĩ Nguyễn Văn Long đậu cử nhân thần học tại Viện thần học ở Melbourne năm 1988.

## Linh mục
Phó tế Nguyễn Văn Long được thụ phong linh mục ngày 30 tháng 12 năm 1989, bởi Giám mục George Pell, giám mục phụ tá Tổng giáo phận Melbourne. Sau khi được truyền chức linh mục, vị linh mục trẻ tuổi được bổ nhiệm làm phó xứ Giáo xứ Springvale. Hai năm sau đó, ông được cử đến Roma du học và nhận bằng Cao học thần học tu đức và bằng Kitô học năm 1994 tại Học viện Seraphicum của dòng Anh Em Hèn Mọn Viện Tu. Ông cảm thấy ấn tượng trải nghiệm sống chung với nhiều giáo sĩ đến từ các quốc gia khác nhau trên thế giới. Ông cảm nhận đó là tính phổ quát của Giáo hội Công giáo Rôma, một trật tự hoạt động tuy hỗn loạn nhưng có sức hấp dẫn riêng.
Trở về Úc, linh mục Vinh Sơn Long được bổ làm Giám đốc thỉnh sinh của nhà dòng tại Úc và đảm nhiệm cương vị này đến năm 1998. Năm 1999, ông được bổ nhiệm làm linh mục chính xứ giáo xứ Kellyville, bang New South Wales, Giáo phận Parramatta. Tính đến thời điểm này, ông vẫn là linh mục người Úc gốc Việt Nam đầu tiên. Giáo xứ Kellyville hầu như không có giáo dân gốc Việt. Với việc quản lý giáo xứ này, linh mục Long đã thực hiện các công tác mục vụ khi giáo xứ gặp tình trạng "bùng nổ dân số": nhiều gia đình cần chào đón, nâng cấp hoặc xây mới các cơ sở như nhà thờ và trường học,... Ngày ông rời giáo xứ là ngày thánh hiến trung tâm mục vụ mới vừa hoàn thành.
Năm 2002, linh mục Vinh Sơn Long được điều chuyển làm linh mục chính xứ giáo xứ Springvale và đảm nhận cương vị này cho đến năm 2005. Giáo xứ này chủ yếu là người gốc Á và tỉ lệ dự thánh lễ Công giáo cao. Linh mục Long cho rằng vấn đề mục vụ khó nhất tại đây là tạo sự hài hòa trong đa dạng, tránh thiên vị. Song song với các chức vị trên, trong giai đoạn từ năm 1995 đến năm 2005, ông là Tổng thủ quyền dòng Anh Em Hèn Mọn Australia (Dòng Phanxicô) và từ năm 2005 đến năm 2008 là giám tỉnh dòng Anh Em Hèn Mọn Australia. Song song với thời gian đảm nhận vai trò Giám tỉnh dòng tại Úc, ông kiêm nhiệm chức Chủ tịch Dòng Phanxicô tại Châu Á - Úc.
Từ năm 2008 đến năm 2011, ông là thành Viên Tổng Quyền Quốc Tế của Dòng Phanxicô, cư trú tại Nhà Tổng Quyền Roma. Từ ngày 22 tháng 4 năm 2008, ông là Tổng cố vấn dòng Anh Em Hèn Mọn, là tu sĩ đặc trách vùng châu Á - Thái Bình Dương (FAAMC).

## Giám mục

### Giám mục phụ tá Melbourne
Ngày 20 tháng 5 năm 2011, Giáo hoàng Biển Đức XVI bổ nhiệm linh mục Vinh Sơn Nguyễn Văn Long làm Giám mục phụ tá Tổng giáo phận Melbourne, Giám mục Hiệu tòa Thala. Tin tức về việc bổ nhiệm lan nhanh trong công đồng Công giáo gốc Việt tại Úc và toàn thế giới. Nhiều giáo sĩ và giáo dân gốc Việt định cư tại Úc đã bày tỏ niềm vui trong các lễ ta ơn tổ chức tại nhiều nơi tại quốc gia này. Với việc bổ nhiệm này, Giám mục Vinh Sơn Nguyễn Văn Long là Giám mục phụ tá thứ tư của Tổng giám mục đương nhiệm của Melbourne là Denis James Hart. Tổng giám mục Hart đánh giá đây là một bổ nhiệm mang tính lịch sử. Tờ National Catholic Reporter đánh giá đây là dấu mốc đánh dấu việc giáo hội Công giáo từ những giáo dân gốc Á đã "trưởng thành", đóng một vai trò ngày càng quan trọng trong Giáo hội Công giáo tại Úc.
Hoàn cảnh nhận tin bổ nhiệm của Giám mục Nguyễn Văn Long là sau chuyến đi dài từ Rôma về Úc và đến Văn phòng Hội đồng Giám mục. Vị giám mục tân cử nhận định đây là một bổ nhiệm bất thường từ giáo hoàng, vì ông không phải người Úc chính gốc, là một người tị nạn. Ông cho biết mình vừa vui, vừa e ngại trước trách vụ mới. Trả lời phỏng vấn Viet Catholic, tân giám mục còn cho biết mình bàng hoàng và sững sờ trước quyết định bổ nhiệm. Trong những phát biểu đầu tiên sau khi tin bổ nhiệm được công bố, Tân giám mục Nguyễn Văn Long cho biết ông cảm thấy mình nhỏ bé trước trách vụ nặng nề mới. Tuy vậy, ông bày tỏ sự tin tưởng vào Đấng đã thành hình tôi trong dạ mẹ. Với việc bổ nhiệm này, ông là giám mục gốc Việt Nam thứ tư được bổ nhiệm ngoài Việt Nam. Đại diện Hội đồng Giám mục Việt Nam, Chủ tịch Hội đồng là Tổng giám mục Phêrô Nguyễn Văn Nhơn đã gửi thư chúc mừng giám mục tân cử vào ngày 20 tháng 5 năm 2011.
Trong bối cảnh trả lời phỏng vấn của hãng truyền thông Công giáo VietCatholic, Giám mục Nguyễn Văn Long trả lời về lý do chọn hiệu tòa Tula (tiếng Ý: Tala) là một vùng đất ở Tunisia. Nơi đây từng là nơi những thánh tông đồ và những nhà truyền giáo đầu tiên đã đặt chân. Ông cho biết Tôi đã nghĩ đến những anh chị em khao khát tự do, và công bằng, khao khát công lý và dân chủ khi chọn vùng đất hiệu tòa này.  Với tư cách một giám mục xuất thân là dân tị nạn, ông cho rằng Giáo hội Công giáo không thể hờ hững trước vấn đề của xã hội Việt Nam. Ông mong muốn mình có thể đồng hành cùng với Giáo hội Công giáo Việt Nam, chia sẻ các vấn đề của Việt Nam đến Giáo hội Úc. Nói về việc bổ nhiệm, vị tân chức cho rằng đây là dấu chỉ từ Tòa Thánh và Giáo hội Công giáo Úc đánh giá cao đóng góp của hàng giáo sĩ và giáo dân gốc Việt tại Úc.
Nhận trả lời phỏng vấn của website Hội đồng Giám mục Việt Nam giữa tháng 4 năm 2011, Giám mục Tân cử Nguyễn Văn Long cho biết vai trò của ông là quản lý vùng phía Tây của Tổng giáo phận, hỗ trợ Tổng giám mục Tổng giáo phận điều hành giáo phận trng các lĩnh vực: nhân sự, tài chính, xây dựng, mục vụ.. Ông cho biết khó khăn của mình là hỗ trợ các sắc dân đoàn kết nhưng vẫn giữ các yếu tố đặc thù của riêng mình. Nói về khẩu hiệu Hãy ra khơi mà mình đã chọn, giám mục Long cho rằng nó có ý nghĩa về nguồn gốc và tâm niệm sống của ông. Vị giám mục tân cử cho biết ông không muốn đeo tên "thuyền nhân" nhưng không thể che đậy quá khứ cá nhân và tập thể những thuyền nhân. Ông đánh giá các cuộc vượt biên là bi thảm, vĩ đại và vô tiền khoáng hậu. Nêu quan điểm về khẩu hiệu, ông cho biết Hãy ra khơi như lời mời gọi dấn thân của cá nhân. Nói về kinh nghiệm mục vụ, Giám mục Nguyễn Văn Long cho biết kinh nghiệm quản lý giáo xứ và nhà dòng sẽ giúp ích cho ông trong vai trò giám mục. Ông hy vọng mình sẽ là cầu nối giữa Giáo hội Công giáo tại Việt Nam và Úc và được đồng hành cùng giáo dân Việt Nam.

Huy hiệu GM Nguyễn Văn Long (2011)

Tân giám mục chọn thiết kế huy hiệu của linh mục Guy Selvester và ông Richard d'Apice. Ý nghĩa huy hiệu được linh mục Selvester và ông Sandy Turnbull giải nghĩa như sau:
| “ | Các giải sóng màu vàng và đỏ tượng trưng cho những gian nan khốn khó phài chịu đựng vì sự tự do và niềm tin của chúng ta, giải nền vàng tượng trưng cho Thiên Chúa Ba Ngôi hằng bao bọc chúng ta trong cơn gian nan khốn khó. Các giải sóng đỏ bao quanh bởi màu xanh dương cũng tượng trưng cho cuộc hành trình đau đớn đến bến bờ tự do bằng ghe thuyền của nhiều người tỵ nạn Việt nam. Trong lãnh vực tinh thần, những biểu tượng này nói lên cuộc xuất hành mà mỗi Kitô hữu được mời gọi thực hiện. Ngoài ra, màu xanh dương cũng tượng trưng cho nước Úc đã mở rộng vòng tay hào hiệp đón nhận người tị nạn Việt nam. Huy hiệu Phanxicô tượng trưng cho dòng Anh Em Hèn Mọn Viện Tu với linh đạo hướng tới sự khó nghèo, Chúa Kitô chịu khổ nạn và bị đóng đinh; sao phương Nam tượng trưng cho nước Úc và mỏ neo tượng trưng cho Chúa Kitô là nơi trú ẩn của chúng ta trong cơn thử thách và cũng là cuộc hành trình đức tin thâm sâu của chúng ta. | ” |

Nhằm chuẩn bị về tinh thần cho lễ truyền chức, Giám mục Nguyễn Văn Long đến viếng thăm mộ thánh Phanxicô Assisi tại Ý. Ông cũng đã dành thời gian kéo dài một tuần để tĩnh tâm, sau chuyến đi từ Rôma trở về Úc cuối tháng 5 năm 2011. Lễ tấn phong cho giám mục tân cử cũng được truyền hình trực tuyến trên trang nhà Tổng giáo phận Melbourne. Lễ tấn phong diễn ra vào ngày 23 tháng 6 cùng năm tại Nhà thờ chính tòa Thánh Patrick, Melbourne. Chủ phong trong nghi thức truyền chức là Tổng giám mục Tổng giáo phận Melbourne Denis Hart và hai vị trong vai trò phụ phong gồm Hồng y - Tổng giám mục Tổng giáo phận Sydney George Pell và Khâm sứ Tòa Thánh tại Úc Giuseppe Lazzarotto. Tổng số giám mục tham gia lễ tấn phong là 29 hoặc 21. Về các giám mục người Việt có giám mục Cosma Hoàng Văn Đạt, Tôma Aquinô Vũ Đình Hiệu và Vinh Sơn Nguyễn Mạnh Hiếu. Phát biểu trong bài cảm tạ, giám mục Nguyễn Văn Long bà tỏ sự cảm kích sự giúp đỡ của Liên Hợp Quốc cũng như Úc đã đón nhận cá nhân ông và hàng trăm nghìn người Việt Nam là thuyền nhân. Tham gia lễ ước tính có khoảng 4.000 giáo dân, chủng sinh và 200 linh mục đồng tế.
Giám mục Nguyễn Văn Long là giám mục phụ tá quản lý Vùng phía Tây Tổng giáo phận Melbourne. Năm 2015, ông được bổ nhiệm làm Đại diện Giám mục cho Di dân. Ngoài ra, ông cũng là Chủ tịch Ủy ban Giáo dục Công giáo Victoria.  Vùng phía Tây là vùng có diện tích lớn nhất và là vùng trọng tâm phát triển kinh tế của bang Victoria.
Từ ngày 30 tháng 1 đến ngày 6 tháng 2 năm 2014, Giám mục Nguyễn Văn Long đến thăm các cộng đồng giáo dân gốc Việt Nam tại Đài Loan.
Trong bối cảnh chính quyền Úc chấp nhận nhận 12.000 người tị nạn Syria và các chuyên gian kêu gọi nâng con số lên 30.000 hằng năm. Giám mục Nguyễn Văn Long, tư cách Chủ tịch Hội đồng Hòa bình, Truyền giáo và Phục vụ hoan nghênh động thái đón nhận người tị nạn. Tháng 9 năm 2015, giám mục Long thay mặt Hội đồng Giám mục Úc đưa ra Tuyên bố công bằng xã hội hàng năm. Chia sẻ về chính bản thân mình, là một người tị nạn, ông phát biểu: Tôi chẳng mang gì cả, về tài sản vật chất. Nhưng tôi đã mang chính bản thân và sự nỗ lực vì một tương lai tốt đẹp hơn, quyết tâm tạo dựng cuộc sống cho chính tôi ở Úc. Sự tháo vát đó là món quà vô giá mà người tị nạn mang đến Úc.

### Giám mục Giáo phận Parramatta

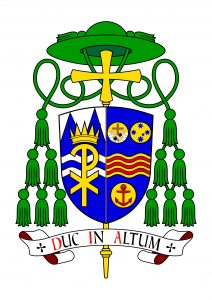
Huy hiệu GM Nguyễn Văn Long (từ 2016)

Ngày 5 tháng 5 năm 2016, Giáo hoàng Phanxicô bổ nhiệm Giám mục Vinh Sơn Nguyễn Văn Long, làm tân Giám mục chính tòa giáo phận Parramatta, Australia. Bằng việc bổ nhiệm này, ông là vị quản lý 324.000 giáo dân Công giáo được tổ chức trong 48 giáo xứ. Giáo phận cũng có 67 linh mục triều và 70 linh mục dòng, 250 nữ tu và 118 nam tu sĩ. Ông cũng là giám mục gốc Việt Nam đầu tiên đảm nhận vai trò giám mục chính tòa ngoài Việt Nam. Giáo phận Parramatta là một trong những giáo phận lớn nhất nước Úc, và là địa điểm những người nhập cư.
Nói về việc bổ nhiệm, Giám mục Nguyễn Văn Long cho rằng đó không phải là một danh dự cho cá nhân ông, mà là sự công nhận của Giáo hội Công giáo, chứng tỏ về những gì người tị nạn và di cư có thể làm, trong bối cảnh xã hội không có thiện cảm với những người nhập cư từ những con thuyền tị nạn. Tuyên bố sau khi tin bổ nhiệm được loan đi, Giám mục Long cho biết ông ý thức được trách nhiệm và vinh dự khi được chọn làm giám mục giáo phận Parramatta. Ông cho biết ưu tiên của mình là làm quen với hàng giáo sĩ và giáo dân giáo phận. Quyết định bổ nhiệm cũng giúp giáo phận Parramatta kết thúc thời gian trống tòa sau khi giám mục Anthony C. Fisher được thăng Tổng giám mục Sydney.

Giám mục Nguyễn Văn Long trên ngai tòa giáo phận Parramatta trong lễ nhậm chức

Lễ nhậm chức của Giám mục Nguyễn Văn Long tại giáo phận Parramatta diễn ra ngày 16 tháng 6 năm 2016. Cùng với việc trở thành giám mục chính tòa, huy hiệu giám mục của Giám mục Nguyễn Văn Long có sự thay đổi, trong đó, huy hiệu được chia thành hai nửa, bên trái là huy hiệu của Giáo phận và bên phải là huy hiệu cá nhân. Mục đích của việc thay đổi huy hiệu là bày tỏ sự gắn kết giữa vị giám mục và giáo phận vị đó quản lý. Nửa huy hiệu cá nhân, ngoài màu xanh tượng trưng nước Úc, hình ảnh biểu tượng dòng Phanxicô và mỏ neo đỏ tượng trưng cho điểm tựa là Chúa Giêsu của người Công giáo, còn có các dải uốn lượn vàng và đỏ, tượng trưng cho quốc kỳ Việt Nam Cộng hòa. Ông cũng là giám mục gốc Việt ở hải ngoại duy nhất có hình lá cờ Việt Nam Cộng hòa trên huy hiệu. Nửa trái, vốn là huy hiệu giáo phận thiết kế bởi Michael McCarthy trong khi nửa phải, là huy hiệu cá nhân được thiết kế bởi linh mục Guy Selvester và ông Richard d’Apice. Mẫu huy hiệu kết hợp gồm hai nửa trên thiết kế bởi Sandy Turnbull.
Tháng 2 năm 2017, trong phiên điều trần trước Ủy ban Hoàng gia về Định chế đối phó với Lạm dụng trẻ em, Giám mục Nguyễn Văn Long công bố ông từng bị lạm dụng năm 1981, khi vừa đặt chân đến nước Úc. Trong phiên điều trần, Giám mục Long nêu quan điểm rằng việc thiếu giáo dân và phụ nữ trong các cơ cấu lãnh đạo Giáo hội đã đóng góp vào các vụ lạm dụng trẻ em. Ông cho rằng nỗ lực gia tăng quyền hành hàng giáo dân đối với các linh mục và văn hóa giai cấp trong Giáo hội Công giáo Rôma cần được xóa bỏ. Cuộc điều trần từ giám mục Nguyễn Văn Long nằm trong bối cảnh liên tục 10 ngày trước đó, Ủy ban đã tham vấn ý kiến từ 6 tổng giám mục, giám mục tại Úc. Ông cho rằng các linh mục đang ở trong một mớ hỗn loạn, gánh chịu sự giận dữ và mất lòng tin của công chúng. Giám mục Long cho rằng đây là một trong những thời điểm khó khăn nhất để trở thành linh mục." Ngoài ra, ông cũng gây chú ý khi đề nghị xem xét lại luật buộc độc thân giáo sĩ, việc ông cho rằng là làm tách biệt giáo sĩ và giáo dân.
Trong bối cảnh Úc khảo sát trưng cầu ý dân về thay đổi câu từ trong Luật Hôn nhân để nhằm bao gồm các đối tượng mới là người đồng tính giữa tháng 9 năm 2017, các giám mục Công giáo Úc đã lặp lại giáo huấn của Giáo hội Công giáo cho tín hữu. Chỉ có hai giám mục, bao gồm Giám mục Nguyễn Văn Long, cho rằng giáo dân được bỏ phiếu cách tự do theo lương tâm. Ông cho rằng cuộc khảo sát không phải nhằm thay đổi Giáo huấn của giáo hội, ví dụ như hợp pháp hóa ly dị trước đó. Viểt trong thư mục vụ trước đó và nói về những người đồng tính, Giám mục Nguyễn Văn Long cho rằng nhiều hoàn cảnh, những người đồng tính không cảm thấy được chấp nhận, chào đón và yêu mến từ Giáo hội. Giám mục Long cho rằng những giáo dân có thể tự trải nghiệm sự hấp dẫn đồng giới, hoặc nhìn nhận thông qua những người quen biết. Giám mục Long cho rằng những người trên trở nên giằng xé giữa tình yêu Giáo hội và mối quan hệ đối với những người đồng tính.
Tháng 6 năm 2018, Giám mục Nguyễn Văn Long đồng thuận quan điểm của các nhóm cải cách và các quan chức Úc, kêu gọi công bố các báo cáo lạm dụng tình dục mà Giáo hội Công giáo điều tra được. Trả lời America Magazine giữa tháng 9 năm 2018 trong bối cảnh Giáo hội Công giáo tại Mỹ đang gặp vấn đề khủng hoảng về lạm dụng tình dục, Giám mục Nguyễn Văn Long nhận định cuộc khủng hoảng như một cơn sóng thần, có thể gây thiệt hại lâu dài cho Giáo hội Công giáo cũng như viễn cảnh ly giáo. Cá nhân ông cho rằng đây là cuộc khủng hoảng nghiêm trọng nhất kể từ Cải cách Kháng nghị. Đánh giá sự kiện cựu sứ thần Tòa Thánh tại Hoa Kỳ tổ cáo Giáo hoàng, Giám mục Nguyễn Văn Long cho rằng một số giám mục đã tận dụng thời điểm tấn công vào ý đồ cải cách của giáo hoàng. Chia sẻ về hướng đi các giám mục cần tiếp cận để chấm dứt nạn lạm dụng, vị giám mục gốc Việt cho rằng cuộc khủng hoảng phát xuất từ nền văn hóa suy đồi, rối loạn và hủy hoại trong giáo hội. Ông cũng nhận định chủ nghĩa giáo sĩ trị, các cấu trúc điều hành và lạm dụng quyền lực trong giáo hội cũng góp phần gây nên khủng hoảng. Trong cuộc phỏng vấn, ông cũng trả lời các vấn đề về che đậy các vụ lạm dụng và cho rằng nên xóa bỏ mô hình giáo sĩ hiện tại trong giáo hội.
Trong vụ việc cưỡng chế vườn rau Lộc Hưng, quận Tân Bình, Thành phố Hồ Chí Minh giáp dịp Tết Nguyên Đán năm 2019, chia làm hai đợt vào ngày 4 và ngày 8 tháng 1 năm 2019. Phía chính quyền Việt Nam cho rằng nhữngt hộ này xây dựng trái phép trên đất công, trong khi phía Công giáo cho đó là đất của Hội Thừa sai Paris (MEP). Giám mục Nguyễn Văn Long, với cương vị Chủ tịch Ủy ban Công lý và Hòa Bình (Ủy ban Công lý, Truyền giáo và Phục vụ) viết thư bày tỏ tính hiệp thông với các người dân liên quan đến vụ việc. Đầu thư, Giám mục Long cho biết ông đau lòng trước hình ảnh chính quyền dùng các phương tiện, nhân lực cưỡng chế tài sản tại Lộc Hưng. Ông cho rằng đây là khu đất của nhừng người di cư từ Bắc vào Nam khai hoang và hầu hết là những người thu nhập thấp, sinh viên nghèo, cựu tù nhân lương tâm và thương phế binh Việt Nam Cộng hòa. Giám mục Long nhận định đây là một động thái đi ngược với văn minh và quyền lợi người dân. Ông kêu gọi nhà cầm quyền dừng cách hoạt động và tìm phương án thỏa đáng cho người dân. Lá thư này ngoài được gửi đến những người dân có liên quan, các tổ chức chính trị, tôn giáo, xã hội quan tâm đến vụ việc, Giám mục Long còn đồng gửi đến Thánh bộ Phát triển Toàn diện Con người tại Tòa Thánh Vatican, Hội đồng Giám mục Việt Nam, Bộ Ngoại giao Úc và Toà Đại Sứ Úc tại Việt Nam.
Cuối tháng 9 năm 2019, các giám mục Công giáo Úc đưa ra tuyên bố về truyền thông kỹ thuật số. Thông qua tuyên bố chung này, các giám mục kêu gọi các cấp trong xã hội vượt qua sự thù hận, chia rẽ và bóc lột trực tuyến. Tuyên bố này được công bố tại Sydney bởi Giám mục Nguyễn Văn Long, với vai trò Chủ tịch Ủy ban Giám mục Công lý Xã hội - Truyền giáo và Phục vụ.
Giám mục Vinh Sơn Nguyễn Văn Long hiện là Chủ tịch Ủy ban Công lý, Truyền giáo và Phục vụ thuộc Hội đồng Giám mục Úc, một trong số 8 ủy ban của Hội đồng.

## Tông truyền
Giám mục Vinh Sơn Nguyễn Văn Long được tấn phong giám mục năm 2011, thời Giáo hoàng Biển Đức XVI, bởi:
- Giám mục Chủ phong: Tổng giám mục Denis James Hart, Tổng giám mục Tổng giáo phận Melbourne.
- Hai giám mục phụ phong: Hồng y George Pell, Tổng giám mục Tổng giáo phận Sydney và Tổng giám mục Giuseppe Lazzarotto, Sứ thần Tòa Thánh tại Australia.